# 劉裕
劉 裕（りゅう ゆう）は、南朝宋の初代皇帝。ほかの宋王朝と区別するために、劉裕の建てた宋は後世の史家により劉宋と称されている。東晋を簒奪した桓玄打倒を契機に地位を築き躍進、外には南燕や後秦を滅ぼし、内では五斗米道や譙縦の反乱を鎮圧し、また政敵の劉毅や司馬休之を打倒、東晋内の第一人者としての立場を確立し、恭帝より禅譲を受けた。土断などの経済政策で財政の再建も成し遂げている。一方で政敵の粛清の苛烈さや東晋二帝（安帝・恭帝）の暗殺、いちど奪還した長安と洛陽の即時失陥についての批判も受けている。

## 生涯

### 出自と幼少・青年期
徐州彭城郡彭城県綏輿里（現在の江蘇省徐州市銅山区）が本籍であるが、実際に住んでいたのは南徐州晋陵郡丹徒県京口里（現在の江蘇省鎮江市丹徒区）である。宋書では漢の高祖劉邦の異母弟である楚元王劉交の二十一代の子孫と記されている。東晋の頃は家は代々中級の官吏として郡の太守や県令を歴任していた。曾祖父の武原令・劉混の時代に華北の戦乱を避けて綏輿里から京口に移った。
興寧元年3月壬寅（363年4月16日）、劉翹と趙安宗の長男として生まれた。父は下級役人（功曹）であった。生母は産後の肥立ちが悪化し、劉裕が産まれてから産熱で亡くなった。困窮した幼少時代であり、父は幼い劉裕のために乳母を雇う金にも事欠き、養育を放棄されかけたこともあった。見かねた生母の姉・趙氏が代わりに劉裕へ乳を与え、そこから寄奴という幼名がつけられた。なお趙氏の息子である劉懐粛・劉懐慎兄弟は後に劉裕の配下の武将として働いている。ただし、敵国で書かれた『魏書』島夷劉裕伝では、本名は「項裕」であり、先祖が誰かも分からず、成りすましで劉姓を勝手に名乗ったワラジ売りであるとしている。その証拠に劉氏系図に劉裕の名はないとまで書いている。
父は後妻に蕭文寿を迎え、劉道憐・劉道規を儲けるも劉裕が幼い時に死去している。父の死によって劉裕はわずかに有していた田での耕作や草履を商い生計を立てざるを得なかった。成長したのちには身長七尺六寸で立派な体格を持ち、大志を抱き、こまごまとした礼節にはこだわらなかった。ただし継母にはよく仕え、真面目な孝行息子（孝謹）として評判だったと『宋書』武帝紀上には書かれており、貧しいながらも真面目な生活をしていたようである。しかし、『魏書』島夷劉裕伝では、バクチで財産を使い果たしてしまい、字もほとんど読めずに周囲から呆れられ、借金も返さずすさんだ生活をしていたとしている。

### 成りあがる
劉裕が初めて仕官したのは冠軍将軍孫無終の司馬（副官）としてであった。隆安3年（399年）、五斗米道の信者を中心に起こった孫恩の乱において、劉裕は北府軍の劉牢之に請われて配下の参府軍事となり、わずか数十人の部隊で孫恩軍の数千の部隊を破り、自らも長刀を振るって奮戦するなど多くの勝利を挙げた。対孫恩戦で挙げた武功より、建武将軍への昇進を果たす。隆安5年（401年）に再び孫恩らが襲来、建康に攻撃を仕掛けるも叶わず撤退。これを徹底的に追撃して海辺に駆逐した。こういう戦乱のとき、東晋軍の他の武将は軍律を守らずに民衆から略奪して大いにひんしゅくを買ったが、劉裕隊は軍規が厳正で民衆から歓迎されたという。
元興元年（402年）、西府軍団を率いる桓玄が首都の救援の名目で建康を制圧した。この際、劉牢之は桓玄に寝返りを考える。劉裕と劉牢之の甥である何無忌はそれを懸命に諌めるも聞き入れられず、結果桓玄が司馬道子らを殺害して実権を握った。後悔した劉牢之は江北に逃れてともに再起を図ろうと劉裕を誘ったが、劉裕は「将軍は強卒十万を率いながらも投降し、全軍の支持を失ったではありませんか！」と述べて拒絶した。劉牢之は孤立して最期には自殺し、劉牢之を失った北府軍団は解体され、劉裕も桓玄の支配に属する。
元興2年（403年）10月、桓玄が安帝司馬徳宗を廃して、国名を楚として自ら皇帝を称した（桓楚）。この際、桓玄は劉裕を高く評価し、酒宴を何度も開いて慇懃丁寧に応対し、贈与品も手厚くした。
元興3年（404年）2月、劉裕は何無忌・劉毅・諸葛長民らを同志として、桓玄打倒のため決起した。劉裕は京口にて桓玄のいとこである桓修を切り捨てると檄を飛ばし、建康に向かった。劉裕軍はわずかに1700名という寡兵であったが、桓玄の繰り出す兵はことごとく破られた。桓玄は舟で長江から江陵に逃走し、幽閉していた安帝を連れて再度東下したが、攻め上ってくる劉毅・何無忌・劉道規の軍に蹴散らされて江陵も失い、5月には蜀で馮遷に殺された。劉裕は桓玄に追放されていた安帝を復位させた。
桓玄打倒、安帝復位の功績により、劉裕は鎮軍将軍・都督十六州諸軍事とされた。

### 南燕征伐、五斗米道撃退
劉裕が東晋国内で発言力を高めた一方、桓玄の残党らは北西の後秦に逃げ込んだ。西では成都で譙縦が謀反を起こし後蜀を打ち立て、北部では南燕や北魏が勢力を伸ばしていた。南では孫恩より五斗米道軍を引き継いだ盧循が地盤を築きつつあった。これら周辺勢力の討伐が劉裕に求められた。
元興3年（404年）3月、盧循が海伝いで番禺を破り、広州刺史の呉隠之をとらえ、実効支配をなした。ただし盧循が広州の地産品などを献上してきたため、政府は盧循の支配を追認、広州刺史としている。
義熙4年（408年）1月、揚州刺史・録尚書事につけられたが、同年9月、劉敬宣（劉牢之の子）が後蜀討伐に失敗。任命責任を負い、中軍将軍へ降格となる。
義熙5年（409年）2月、南燕軍が東晋との国境付近で大規模な略奪をなし、およそ千世帯が被害に遭った。劉裕は3月に南燕征伐を宣言。多くの者が反対したが、孟昶・臧熹・謝裕らの後押しを受け、敢行した。7月には南燕首都の広固城を包囲したが、義熙6年（410年）2月の陥落までには半年以上の期間を要した。
同月、劉裕の不在を好機と見た盧循は広州より北上。建康との中間地点にあたる豫章にて何無忌を敗死させた。この事態を受け劉裕は南燕の鮮卑人三千余りを穴埋めにして殺害、急遽南下し、4月に建康入りを果たした。5月、劉裕の制止を振り切り迎撃に出た劉毅が五斗米道軍に敗退。孟昶は「臣が五斗米道どもに付け入る隙を与えてしまった。この危機は臣の罪である」と、薬を仰ぎ自殺した。
劉裕が建康の守りをまともに整えられないうちに、盧循軍は建康に接近。そのまま上陸し攻め立てられれば敗北は必至であったが、盧循が敢えて上陸をせず様子見をする作戦をとったことから、最悪の事態は回避される。その間に劉裕は戦闘可能な兵力を石頭城に集結させ、休息及び装備の再分配をなし、周辺地域より集結してきた救援勢力と合わせて各地に兵力を配した。このとき命令違反をなす将兵は殺すなど、命令の徹底を尽くした。結果、建康防衛に成功。逃亡を開始する盧循軍に対し、追撃。義熙7年（411年）には盧循を討ち果たす。
南燕征伐、盧循討伐の功から、太尉に昇進した。

### 蜀討伐、政敵排除
義熙7年（411年）4月、荊州を任せていた劉道規が病を得、帰還を願い出た。その代任として劉毅が派遣される。ここで劉毅は、自らの派閥に属する謝混や郗僧施などの招聘を願い出る。劉裕はいったん承諾するそぶりを見せたが、間もなく謝混らを捕縛、殺害。義熙8年（412年）9月に劉毅討伐を表明、出陣した。この出兵は劉毅の虚を突いていた。先遣隊の王鎮悪が到着した時点で劉毅は病に臥せっており、迎撃の備えをしていなかった。10月に劉毅は討ち取られた。
劉裕は荊州に到着すると、さらに後蜀討伐の軍を起こす。ただし親征はせず、新進の将軍朱齢石に一任し、本人は建康に帰還した。朱齢石の任用は物議を醸したが、義熙9年（413年）7月、朱齢石は後蜀を攻め滅ぼした。
建康に帰還した劉裕はクーデター決起以来の同志である諸葛長民を誅殺した後、国内の体制を整えるため奔走。謝晦らの手筈により土断を施行する。ただし徐・兗・青三州に住む晋陵郡に本籍のある者は例外とされた。
東晋の皇族司馬休之が劉毅滅亡後の荊州に赴任、任地にて声望を集めていた。劉裕は義熙11年（415年）1月、司馬休之らの子らの失態にかこつけて攻撃。4月に司馬休之は後秦に亡命、ここに国内の対立勢力を一掃した。

### 長安奪還、そして失陥
後秦では名君であった姚興が死に、子の姚泓が立った。しかしその即位によって兄弟同士の争いが起こるなど紛糾していた。この機を逃すまいと劉裕は北伐に打って出た。義熙12年（416年）8月に進軍を開始。前鋒の檀道済・王鎮悪が進む先の後秦勢力は次々と投降。10月には洛陽を陥落させる。洛陽は西晋時代の都であり、歴代皇帝の陵墓が存在している。この地の獲得により陵墓の修復がかなったことは、東晋にとり未曽有の功績である。そのため劉裕は宋公に任ぜられた。劉裕は更に進軍し、義熙13年（417年）8月には長安を陥落させ、後秦を滅ぼした。この功績から10月に宋王への進爵が諮問された。
11月、腹心である劉穆之が急死。この事態を受け劉裕は急遽帰途についた。次男の劉義真に長安の運営を任せ、その配下兵力を王鎮悪に取りまとめさせ、12月に長安を発つ。義熙14年（418年）1月に彭城入り。ここで改めて王への進爵辞退を表明した。6月には官位が相国に引き上げられ、九錫が与えられた。
一方長安では、王鎮悪が同僚の沈田子に殺害された。長安の情勢が一挙に悪化したため、10月、劉裕は劉義真の代任として朱齢石を派遣する。しかし夏の赫連勃勃が長安を強襲。劉義真は身一つで逃げねばならない有様となり、朱齢石をはじめとした多くの将軍が戦死。かつ、長安を失陥した。

### 帝位簒奪
こうして朝廷を掌握した劉裕は義熙14年12月（419年1月）、中書侍郎の王韶之に命じて安帝を暗殺、その弟である司馬徳文を新たな皇帝（恭帝）として擁立する。そして宋王への進爵を受諾、さらには永初元年（420年）6月に恭帝の禅譲を受け、皇帝に即位した。また帝位を退いた恭帝を零陵王に降封したが、翌年の永初2年（421年）9月にはこれを殺害した。
永初3年5月癸亥（422年6月26日）、建康の西殿で崩御。長男である劉義符が即位した。徐羨之・傅亮・檀道済・謝晦らが後事を託された。
『後漢書』の作者の范曄、『三国志』の注釈を行った裴松之、五胡十六国時代や南北朝時代を代表する詩人の陶淵明も劉裕に仕えていた。また、『世説新語』の撰者の臨川康王劉義慶は劉裕の甥にあたる。

## 言動・行動
- 若いころ、劉裕は京口の大地主である刁逵（刁協の孫）より3万銭もの借金を負っていた。宋書では返済の当てがなく追い詰められていた[20]とし、魏書では踏み倒しをもくろむ[21]とされていたが、ともあれこの借金を劉裕と親交のあった琅邪王氏の名士王謐に肩代わりしてもらっている。のちに王謐は桓玄の配下として働いたが、過去の恩義より劉裕は王謐の罪を問わず、むしろ新政権においても大いに重んじた[22]。

- 沈田子の父は孫恩に参与しており、その為祖父や沈田子自身は反逆者の家族として追われる身となっていた。逃亡生活中の沈田子と出会った劉裕はその素質に感じ入り、匿うことを決意。「あなたは罪人として扱われている。今はただ付いてきなさい、そうすれば大丈夫だ」と告げ、沈田子のための家を与えた[23]。

- 劉牢之が桓玄に殺されたあと、何無忌が劉裕に今後の身の振り方を問うた。劉裕は単身でいれば危ういことを述べたうえ、共に京口に戻るべきことを勧めた[24]。

- 桓玄を打倒した直後、劉裕は妻の弟の臧熹とともに宝物庫に入った。多くの宝物が所蔵されているのを見て、劉裕が臧熹に「この宝物が欲しくないか？」と尋ねる。すると臧熹は「いまはお国の再興に専念するべきであり、我が楽しみにうつつを抜かしておるいとまはありません」と反論した。劉裕は笑って「そなたをからかってみたのだ」と言った[25]。

- 劉裕が桓玄を打倒した直後、劉穆之の声望を聞き、「いま未曾有の大仕事に取り掛かっており、事務官が急ぎ必要だ。誰かいい人物を知らないか？」と劉穆之に問うた。劉穆之は「あなたの仕事を支援するには才覚が求められられます。あなたの目の前にいる人間の才能を超えるものは、ほぼ見当たらないでしょう」と回答した。劉裕はこの返答に「あなたが自ら従ってくれたのならば、ことは済んだようなものだ」と笑った[26]。

- 劉裕が実権を握った後、朝廷に音楽が流れていないことを殷仲文が指摘した。興味がないのだと劉裕が返答すると、殷仲文は「聴いていけばわかるようになる」と更に言う。そこで劉裕も「だから聞きたくないのだ」と答えている[27]。

- 劉裕が南燕征伐に出ようかと言うときに、南燕軍が行軍ルートの糧秣を焼き払い、途中の補給ができなければ危険であると説くものがあった。劉裕は南燕軍はそこまで頭が回らないと一笑に付したが、内心では一抹の不安を抱えていた。いざ進発し、南燕領内に差し掛かると、進軍ルートには穀物が実るがままとなっていた。それを見て劉裕は天を指さして言った。「吾が志は、ここに果たされた！」[28]

- 劉裕は普段、劉穆之に絶大な信任を置いていた。「字が下手なら一枚の紙に六、七文字くらいの大きさで堂々と書けば良い」とのアドバイスを受けても、素直に従うほどである[29]。しかし南燕戦において、南燕の同盟国であった後秦が「軍を引かねば我々が貴様らに襲いかかろう」と脅しをかけてきたとき、劉裕は劉穆之に相談もせず「やれるものならやってみろ」と一喝、使者を追い払う。この対応を劉穆之は責めたが、「襲うと言うならば、宣言する前にやっているさ。戦の機微というやつで、お前の管轄外だから相談しなかったのだ」と返答した[30]。

- 劉裕は廣固城を半年以上に渡って陥落させられなかったことに激怒、城内の男たちをことごとく穴埋めにし、その妻子はみな兵士らへの褒美に当てる、と言い出す。韓范にたしなめられたため一度は思いとどまったのだが、それでも鮮卑の主だった三千人あまりは殺され、一万人余りが奴隷として捕らえられ、妻や娘たちは将兵らへの褒美となり、城郭は破壊し平地とされた[31]。

- 広固より建康へ急行する際、長江を渡る際に強風が吹いていた。人々は風が収まるまで待つべきだと説いたが、「俺を天が助けるなら風もやむだろうさ」と渡河を強行。間もなく風も収まった[32]。

- 盧循軍を追討する際、劉裕の陣の旗が折れ、河中に沈んだ。人々は凶兆だと恐れたが、劉裕は笑って「往年の桓玄戦でも同じようなことがあった。今また同じことがあったのだ、これは賊どもが敗れる、と言う事さ」と告げた[33]。

- 劉毅が荊州に出向するにあたっての宴を開いた際、劉裕は配下将の胡藩より「劉毅を今のうちに殺しておくべきだ」と進言を受けた。この進言は却下したのだが、のちに劉毅との戦端がひらかれたときに劉裕は「あのとき卿の進言を受けていれば、こんな事態には陥らなかったな」と語った[34]。

- 妻の兄の臧燾は晋国内の学問や教育に深く携わる立場である。故に劉裕は義兄に宛て、学問の勃興を願う手紙をしたためている。その書面の内容は「劉裕与臧燾書」と呼ばれ、書道におけるテーマの一つとして知られている[35]。

- 司馬休之の部下である韓延之の声望は、劉裕も聞き及ぶところだった。そこで劉裕は密書をしたため、「そなたらにも軍を差し向けるような形になってしまってはいるが、そもそもそなたらには何の落ち度もない。我は分け隔てなく、多くの者を迎え入れたいと思っている」と勧誘した。これに対し、韓延之は「今まさにわが主を討たんとしているにもかかわらず、この私に向けては甘言を囁かれる。なるほど、確かにその手段はなりふり構わぬもので御座いますね！」と痛烈に批判。それを読んで劉裕は嘆息し、「これぞまさに人に仕えるものの気概だな」と周囲の人間に示した[36]。

- 司馬休之を攻めるにあたり、初戦にて娘婿の徐逵之らを失う痛手を受けた。この事態に劉裕は激怒し、自ら先陣を切ろうとする。引き留めようとした謝晦に「斬るぞ！」と恫喝したが、「臣なくとも天下は回りましょうが、あなた様なしでは回りますまい！」と返され、ようやく思いとどまった[37]。

- 王鎮悪は劉裕が司馬休之と戦っている間、参戦しようとせず周辺での収奪行為をなしていた。劉裕はその振る舞いに激怒、王鎮悪を呼び出し咎めようとしたが、むしろ王鎮悪に説き伏せられ、不問とした[38]。

- 後秦滅亡を果たした功績の第一等は王鎮悪であったが、彼はその貪婪さでも有名であった。長安陥落後多くの宝物を私蔵、その上であとから到着した劉裕を出迎えた。劉裕が王鎮悪に「この覇業を成し遂げたのは、まさにそなたの力あってのものだ」と労うと、王鎮悪は「劉裕様のご威光や諸将の力あってのものであり、私にどれほどの功績がありましょう！」と答えた。劉裕はそれを聞いて「そなたには馮異に学んでほしいものだが」と笑った。光武帝配下将の馮異は功績のみならず財産に対しても恬淡であったため、そうからかったのである[39]。

- 長安入りした後、姚興の娘を妾として寵愛したが、謝晦に諫められたため、すぐに暇を出した[40]。

- 劉裕は長安で古の秦の宮殿があった辺りを散策し、その場が昔の面影を留めていないことを鄭鮮之に嘆いたところ、鄭鮮之は『過秦論』を引き合いとして栄枯盛衰を語った、とされる。ただしこちらは『東西晋演義』と呼ばれる、いわばフィクションよりの取材であり、実際の対話であったとは考えづらい[41]。

- 劉裕が長安から建康に戻ろうかというとき、劉義真の副官に王鎮悪をつけた。王鎮悪は長安の生まれであり、誰もがその裏切りを懸念していた。沈田子がそのことを劉裕に告げると、劉裕は「やつの周りにはそなたらがいる。もしやつが良からぬことを企んだところでそれは自滅するに過ぎない。もうこれ以上は言ってくれるな」と回答した[42]。

- 赫連勃勃による長安失陥を受け、劉裕は再度の北伐をせんと立ち上がった。しかしそれは謝晦や鄭鮮之の説得により思い留められた[43]。

- 劉裕はもともと武を優先し、学問には心得がなかった。貴顕となってからは教養もなければならないと一念発起、清談に挑戦もしている。しかし皆劉裕に遠慮し、本気で論破をすることはなかった。その中にあって鄭鮮之は容赦なく論破。このことに対し劉裕は「この無学者を本気でねじ伏せてくれるのは、彼だけなのだ」と感じ入っている。ただし鄭鮮之は普段から劉裕にその直剛ぶりをからかわれるような、比較的気安い間柄であったことを付記しておく[44]。

- 宋王に任ぜられた後、劉裕は主だった臣下らとともに宴会を開いた。その折に「我が地位が低かった頃、このような立場になりたいとは願ってもいなかったのだが」と述懐している[45]。あわせて「これだけの栄達をしてしまっては心安らぐ暇もない。かくなる上は爵位を返還の上、建康にて余生を送りたいものだが」と語った。劉裕の出身は京口であり、建康ではない。この言葉の違和感に気付いた傅亮は、真夜中、すでに戸締まりのなされた劉裕の屋敷に訪問し、禅譲の手続きを勧めたい、と劉裕に発案した[46]。

- 劉穆之の死後、劉裕は自らの補佐がいなくなった、と嘆いていた。それに対し范泰が「英才は他にもおりましょう。確かに劉穆之の功は絶大ですが、結局は志半ばで倒れてしまったではないですか」と応じると、劉裕は笑いながら「そなたは真の名馬の素晴らしさを知らんのだ」と語った[47]。

- 劉裕・劉道憐兄弟と親交の厚かった貴族の謝裕が死亡。その絶望を劉道憐に宛てた手紙の中で、以下のように記している。「このショックからは、なかなか立ち直れそうにない。お前とて似たようなものだろう。あの方には多くのことを受け入れていただいた。これから先にもともに仕事させていただきたい、と思っていたのに。どうすればいい、どうすればいいのだ！」[48]

- 即位後の劉裕は、主要な領地の統括を血族で固めていた。中でもお膝元である揚州刺史の座を、弟の劉道憐でなく次男の劉義真に与える。この人事を義母の蕭文寿が咎めたところ、「息子であればその決裁に関する諮問は自分のもとに来ます。しかし道憐に任せたらそうは行かない。加えて揚州刺史の仕事は非常に多く、とても道憐ではさばききれんのです」と言い切った[49]。

- 病に倒れた時、臣下らは祈祷師を呼んで平癒を祈ろうとしたが、劉裕はそれを却下した。祈祷のたぐいを信じていなかったがゆえである[50]。

- 劉裕が危篤の床に伏したとき、皇太子の劉義符に向け、以下のように告げている。「檀道済に幹略はあるが、大きな戦略を描けるような人間ではない。徐羨之や傅亮にはまず叛意などないだろう。謝晦は何度か従軍させたが、非常に機略に通じている。叛意が芽生えるとしたら、おそらくこの男からだ。会稽郡か江州辺りに左遷しておいた方がいいだろう」[51]

- 劉裕は己を厳しく律し、法度をもまた厳正に整えた。彼の馬には余計な飾り物などなく、けばけばしい楽奏などにうつつを抜かすこともなかった。財貨はすべて外府に預けており、私藏することはなかった。何事にも簡素を好み、履物は常に木の下駄、神虎門から散歩に出ることを好んだが、從者は多くとも十数人ほどであった。自室では子らと共に過ごし、ひとたび公務を離れれば公服を擲ち、家族らと親しんだ。のちに孝武帝劉駿が劉裕の居宅を取り壊して、その跡地に玉燭殿を建築しようと考えた。そこで群臣らとともにそこに入ってみれば、土がむき出しの壁に、葛の粗末な燈籠や、麻の繩拂が掛かるのみであった[52]。

- 長女の劉興弟には貧しかったころの着物を与えたうえで、「我々の出自が飽くまで貧しかったことを忘れ、贅沢におぼれるものがあったら、これを示して戒めるように」と語っている。後日、劉興弟は劉義隆を諫める際にその着物を用いている[53]。

- 自他ともに厳しい劉裕であったが、初孫（劉興弟と徐逵之の子）の徐湛之と五男の劉義恭には非常に甘く、常に側に侍らせるほどの寵愛を見せていた[54]。

- 劉裕は熱病を持病として抱えていたが、加えて晩年には現役時代の戦傷がひどく痛むようになり、座るにも寝るにも常に冷やしておかねばならなかった。ある人が石でできた寝台を献上、劉裕の熱にひどく具合が良かったが、劉裕は「木製のベッドでも経費が掛かるのに、ましてや石製では」と、すぐさまそのベッドを取り壊させた[55]。

## 武勲

### 武勇
- 孫恩の乱が起きたとき、数十人の兵卒を率いて偵察に出た。そこで数千の敵兵に見つかり包囲された。多くの配下が殺されたところに劉敬宣の援護を受け、撃退を果たす[56]。このエピソードが後に「一人で数千人を殺す武勇を見せた」と伝わる[57]。

- 桓玄打倒のため建康に攻め上る中、桓玄軍の剛将の呉甫之・皇甫敷と遭遇。この戦いで決起の同胞である檀憑之が戦死、あわや総崩れとなりかけたが、劉裕自ら陣頭に立ってこの両将を討ち取り、逆転勝利をおさめた[58]。

### 虚計
劉裕はその戦いにおいて「兵の虚実を操る」場面が多い。
- 五斗米道軍との戦いでは城壁の上に怪我人や病人を配し、いかにも疲弊しているように見せかけ、油断した敵が城内に入り込んだところで一網打尽にする策略を取っている[59]。

- 敵が多く、自軍が少ない戦いにおいては、あえて自軍を割いて伏兵を多くの箇所に、ただし一箇所あたり数名という少なさで配した。敵軍が襲いかかってきたところで一斉に伏兵に旗を振らせ、鐘を鳴らさせ、自軍勢力の誤認を引き出し後退させている。このあと追撃に失敗し反攻を受けるのだが、先に伏兵を配した箇所で死体の装備を外して腰掛けさせ、悠然と構えているよう見せかけた。罠の気配を疑う敵軍に対し、劉裕は反転、攻勢に転じる。果たして五斗米道軍はさらなる罠を恐れ引き上げた。それを確認し、劉裕は態勢を整え直すことができた[60]。

- 桓玄が簒奪についての意向を桓謙づてに劉裕に諮問したとき、劉裕は桓玄打倒を決意しておりながらも、敢えて桓玄への簒奪を進めるべく告げた[61]。

- 劉裕らが京口城を占拠すると、桓玄の臣下らが遅れて到着。劉裕は城壁の上から「天子はすでに助けられ、その命を受けて我々は立ち上がった。逆臣桓玄の首もまもなく到着しよう。貴様らは今さら何をしに来たのか？」と恫喝。無論このタイミングではどちらも空言であったが、桓玄臣下らはその言葉を鵜呑みとし退散した[62]。

- 劉毅討伐の後、建康に戻ってこようとする劉裕を、諸葛長民は亡きものにしようと企んでいた。劉裕はその企みを事前に察しており、帰還の日程を偽って諸葛長民の計画をコントロールし、自らはその裏をかいて早めに建康に帰還。諸葛長民の背後より召喚命令を下した。自らの企みが露見していたことを悟った諸葛長民は、劉裕に胸のうちを打ち明けたあと、そばに潜んでいた丁旿によって撲殺された[63]。

### 軍紀
- 桓玄打倒クーデター時、桓玄追討に先立って桓玄に協力していた太原王氏の王愉・王綏親子が反乱の兆しを見せたためすみやかに誅滅している[64]。

- 盧循が建康に迫ったときに命令違反を犯した徐赤特を[65]、盧循追討時に命令違反をなした魏順之を処刑している[66]。特に魏順之は魏詠之の弟であったため、功臣であっても違反者には容赦をしない劉裕の姿勢は大いに兵らを恐れさせた。

### 戦術
- 建康決戦においては建康北東の山の覆舟山に伏兵を配した後、山の南部を放火。折しも建康には北東、つまり覆舟山方面からの風が吹いており、建康を守る桓玄軍は煙の向こうの劉裕軍の全容を把握できず、煙の向こうから聞こえる鬨の声、ドラ、太鼓の音に苛まれ恐慌、瓦解した[67]。

- 南燕戦後の五斗米道建康襲撃においては、「賊軍は多、わが軍は寡。この状態で兵力を分散させでもすれば、我々の防備の手薄さを即見抜かれてしまう。いったん全軍を石頭城に集め、状況に応じて各拠点に派遣する。奴らがこちらの守りを配していないところを攻めてきたら、その時になって考えるしかあるまい」と、やや弱気な発言が残されている[68]。

- 建康防衛戦では南燕戦で入手したばかりの鮮卑兵をすぐさま実戦投入、戦果を挙げている[69]。

- 五斗米道軍の追討をなす際、劉裕はあらかじめ川の西岸に、歩兵騎兵を火計の準備を整えたうえで配備し、決戦に臨んだ。待機を命じられた将兵らは理由がわからず戸惑っていたが、戦局が進むと強い東風が吹き、五斗米道の船が西岸、つまり待機を命じられた者たちの前に流されてきた。目の前に無防備な獲物を与えられた将兵らは我先にと火を射掛け、五斗米道軍に甚大な被害を与えた[70]。

- 後蜀攻略の作戦を練るにあたり、劉裕は朱齢石と攻略作戦を話し合っていた。しかし作戦内容は飽くまで箱の中にしまって秘中の秘とし、蜀の入り口、白帝城に至ったところで初めて開封。内容は「敵は、こちらが前回の失敗を踏まえて攻めてくるだろうと想定しよう。さらにその裏をかけ。かつ、陽動を敵の想定ルートに派遣しろ」というものだった。この読みは的中、朱齢石は成都陥落を達成した[71]。

- 五斗米道との戦いでは「神弓」と呼ばれる兵器で大打撃を与えた。また後秦討伐を北魏に妨害された際には、包囲する北魏軍の援軍3万を、大弩100張を用い、わずか2700名の歩兵で打ち破ったという記録が残っている[72]。

### 戦略
- 桓玄による専横が激しくなった頃、劉裕と何無忌は盧循征伐のため会稽に出ていた。そこで何無忌が劉裕に決起を提案するも、桓玄がいまだ簒奪をなしていない、会稽が建康から遠く、桓玄に準備の猶予を与えてしまう、といった理由を挙げ反対した。即位後、喉元の京口で決起するほうが成算が高い、と見越しての発言である。なおこの戦略は、もとは劉裕の支援者たる会稽の貴族、孔靖の提案である[73]。

- 反桓玄クーデターにあたっては、広陵・京口・建康・歴陽といった要地で同時に決起できるよう準備を進めていた[74]。ただしこの計画は建康で露見、参与者が殺害される[75]、という形で幕を開けた。同じく歴陽も失敗[76]。広陵～京口の一点突破という形となった。

- 五斗米道軍追撃にあたり、劉裕は後を追って川を遡るルートの他、当時進軍ルートとしては一般的ではなかった海路にて直接敵の本拠地・番禺を叩く作戦を提唱した。この作戦は危険極まりなく、反対するものも多かったが、統率する孫処および沈田子は劉裕の期待に応え、五斗米道軍の帰還に先んじて番禺を陥落[77]。五斗米道軍は帰投先を奪回するための戦いを強いられ、その逃亡速度を大いに削られた。なお、この作戦を展開するに当たり、孫処らがすぐ出撃できていること、かつ途中の臨海では劉裕の妻の弟である臧熹が物資補給を万全になしていることから、南燕戦を起こすよりも前に、すでに劉裕が海路を想定していたことがうかがえる。臧熹の臨海郡赴任は南燕戦の前である[78]。

- 即位後の将軍叙任には対北魏シフトの様子がうかがわれる。長安から武関を通じ、雍州に至るルートには生母の弟である趙倫之を、広く国境を接する黄河～淮水エリアにはいとこの劉懐慎を守備責任者に任じた。関中と蜀の境界エリアである仇池で半独立状態であった楊盛に車騎大将軍、西涼の李歆に征西将軍、西秦の乞伏熾磐に安西大将軍、高句麗の高璉に征東大将軍、百済の夫余腆に鎮東大将軍の官位をそれぞれ授け、北魏への牽制としている[79]。

## 施策
- 桓玄打倒後、桓玄の部下となっていた刁逵を処刑、刁氏の広大な土地と財産を貧民に分配した[80]。

- 会稽で土着民、亡命者を私的に匿っていた会稽古来の名族、虞亮を摘発、処刑した[81]。

- 学問を奨励するにあたり、形骸化して久しかった秀才や孝廉の制度を再度整備した[82]。

- 鄭鮮之伝、何叔度伝において、劉裕台頭時期の記述に「新制」という言葉が見え、これが苛烈なものであったと記される。例えば「県長クラス以上の官吏で、父母の看病を理由に職務を離れようと考えるものには禁錮三年の罰を課す」[83]、「強盗をしたものは斬刑、その家族も公開処刑」[84]といった内容が宋書に残されている。

- 劉毅を打倒した直後、江陵の民には圧政による疲弊を慮り、租税賦役の免除を宣言している[85]。

- 皇帝即位後、国内各地に大使を派遣。各地の状況の聞き取りを行っている[86]。

- 東晋時代に分裂の元となった北府と西府をそれぞれ皇族が治めるよう定めた[87]。

- 劉邦や劉秀には史官を拒まれた隠者の話が残されているが、劉裕政権においても戴顒・宗炳・周続之・王弘之・阮万齢・孔淳之・劉凝之・龔祈・陶潜・宗彧之・沈道虔・郭希林・雷次宗と言った人物が劉裕よりの招聘を拒否し、隠棲した。なお宋書編者の沈約は彼らの振る舞いを批判している[88]。

## 劉裕と仏教
慧皎『高僧伝』には、『宋書』からはうかがえない劉裕と仏教との濃密な関係が記されている。
- 慧遠：劉裕の恩人の王謐との交流を深めていた[89]。また盧循の父や盧循とも交友があったため、五斗米道の乱が勃発した際に劉裕の配下らは慧遠を危険視していた。しかし劉裕は慧遠の徳高さを信頼しており、盧循との交友ゆえの嫌疑を不問とした[90]。

- 仏像に関するエピソード：桓玄打倒後、王謐が街角に出たとき、樗蒲にいそしむ者たちの地面が金に光っていたのを目撃した。その場所を掘ると劉裕とほぼ同じ高さの仏像が掘り出された。王謐がそのことを報告すると、劉裕は仏像を懇ろに供養した[91]。

- ブッダバドラ（仏陀跋陀羅）：西方よりの渡来僧。姚興の支配する後秦で多くの経典翻訳に従事したが、のちに追放され、江陵に。劉毅討伐のため江陵に出た劉裕はブッダバドラに出会うなり大いに尊崇し、経典翻訳事業を援助した[92]。

- 慧観：江陵の司馬休之のもとに寄寓。のちに司馬休之が劉裕の攻撃を受け後秦に亡命するが、釈慧観は江陵に留まり、劉裕との交友をなした[93]。

- 慧厳：長安逗留経験を経て建康に帰還した僧。そのため劉裕の後秦征伐にあたり、道案内役を請け負っている[94]。

- 智儼：劉裕が後秦討伐に出向いたとき、同道していた琅邪王氏の始興公王恢（王偃の兄）に見出され、建康に招聘された。はじめ始興寺に住まったが、都会の喧噪に疲れ、郊外の枳園寺に移住した[95]。

- 僧洪：晋末頃には青銅の私的鋳造をしたものは死刑と言う法があった。僧洪はその取り決めをあえて破り、青銅にて仏像を鋳造。取り調べにあい、また処刑も決まるのだが、間もなく劉裕より赦免とせよ、と言う命令が下った[96]。

- 慧義：神が劉裕の皇帝即位に当たっての宝物を山に隠した、と言う予言を劉裕の元に届けたところ、その財宝を入手するよう命じられた。無事財宝を獲得して建康に持ち帰った釈慧義は劉裕に重んぜられた[97]。また劉裕の側近のひとりである范泰よりの尊崇を受けており、祇洹寺の寄進を受けている[98]。

- 法和：詳細な伝記は伝わらないが、劉裕より重んぜられ、建康の僧主、すなわち僧たちの総取締役に任ぜられている[99]。

- 僧導：後秦を滅ぼしたのち、かねてより僧導の名声を聞いていた劉裕は、関中の守備責任者である劉義真のサポートを僧導に委任した[100]。のちに赫連勃勃よりの襲撃を受けたとき、僧導は身を挺して劉義真を守る。そのため建康入りした後、劉裕に大いに重んじられ、劉裕の息子らの教育を任じられた[101]。

- 道照：道照を招いた法会にて時の移ろいのはかなさ、苦楽のこもごもとするさまを語り、劉裕はその一言一言を喜んだ[102]。

## 即位のための権威付け
劉裕は皇帝に即位するに当たり、自らの皇位の権威付けをなすための取り組みを行っている。
- 後秦征伐にあたり彭城に立ち寄り、張良廟を修繕、そのすみやかな勇退の慎ましさの徳を讃えている。そして後秦討伐より帰還する途上で決起以前よりの協賛者であった孔靖引退のセレモニーを執り行い、「劉裕にとっての張良」を彷彿させるがごとき演出を行っている[103]。

- 彭城では劉交の墳墓をも修繕、「偉大なる先祖の墓を修繕するのは、傍流の末端とはいえ子孫である自らの役目である」と、大々的に劉交の子孫であるとアピールしている[104]。

- 禅譲諮問の詔勅においては、劉裕が継ぐべき皇位が漢より魏、晋を経て受け継がれるものであることを強調している[105]。

## 瑞祥
- 安帝を殺して恭帝を推戴したのは、劉裕が「昌明（孝武帝の字）の後、なお二帝あり」という予言を気にしたためである、という[106]。

- 元興3年（404年）から元熙元年（419年）にかけ、金星が昼間に見えることが7回あった。それは占いによれば「皇帝の姓が変わる兆しである」と解釈された。

- 義熙7年（411年）、東の空に五つの虹がかかった。これは天子が廃され、新たな聖人が迎えられる兆しである、とされた。

- 義熙9年（413年）、土星・木星・金星・火星が一か所に集合した。惑星集合は大いなる乱の起こりと、新たなる覇者の誕生を兆すとされていた。

- 義熙13年（417年）、土星が太微垣に入る。占いでは「新たな王が立つ兆しである」とされた。

- 元熙元年（419年）の冬、黒龍が四体、天に登った。「冬に龍が見えるのは、新たな王者が天命を授かる兆しである」とされた[107]。

## 評価・受容

### 同時代人の評価
- 庶民らより：孫恩討伐に従事した北府軍団は軍規の乱れが見られたが、劉裕の部隊は最も軍規が厳正であったとして信望を集めた[108]。

- 劉毅より：桓玄の専横が甚だしかった頃、劉毅の家に赴いた何無忌が「桓氏の天下をひっくり返すとしたら誰だろうな？」と聞いた。劉毅はやや言葉を濁した後、「劉裕殿くらいではないかな」と回答している[109]。

- 桓玄より1：桓玄は劉裕を初めて目の当たりとしたときに「いかにも只者でない風貌であった。きっと人傑とはあのような者の事を言うのだろうな」と述べている[110]。また桓玄の妻は劉裕を恐れて殺害する事を夫に薦めていた[111]。桓玄は「わしは中原も平定したいのだ。劉裕なしでこの大事業はなしえまい。関中の平定がなってからそのことは考えるしかない」と答えている[112]。

- 桓玄より2：劉裕が決起したとき、桓玄は、敵を侮る配下に対し「劉裕は一世の雄と呼ぶに足る男なのだぞ」と説いている[113]。

- 安帝より1：安帝は復帰後、桓玄打倒が正規の手続きを踏まぬ決起であったため、その義挙を讃えるための制度がうまく整っていないと告白した。確かにその功績が偉大なものであったと強調し、確かな褒賞の下賜を約束した[114]。

- 南燕の韓范より：南燕が劉裕に攻め立てられるに際し、韓范は後秦に援軍要請に出向いた。一度は要請が受理されたものの、間もなく赫連勃勃が後秦軍を破り、派出される予定であった援軍までもが赫連勃勃軍討伐に充てられた。この事態を受けた韓范は悲嘆に暮れ、「もはやこれはやつに天命がやどり、人知の及ぶところではなくなったよう思えてならぬ」と呟いた[115]。

- 五斗米道の徐道覆より：盧循の部下の徐道覆は「劉裕が自ら指揮を執ってここまで攻め込んできてしまえば、もはや盧循様の神武をもっても敵うものではありません」と、劉裕が南燕に出向いているうちに建康を落とすべく説得している[116]。

- 後秦の姚興より1：姚興は桓玄政権時に南陽郡を含む十二郡を制圧していた。劉裕が桓玄打倒後にこれらの郡の返却を求めたところ、「微賤より立った者が晋を復興したのだ、この美辞を讃えぬわけにはゆくまい」と、返却に応じた[117]。

- 後秦の姚興より2：盧循制圧後後秦との国境付近に軍備を整えた劉裕の動きを見て、姚興は劉裕程度では後秦を攻めることは出来ないとしながらも、自らの死後には攻めてくるのではないかと憂慮している[118]。

- 東晋皇族の司馬国璠より：後秦に亡命した司馬国璠は、その亡命理由を「劉裕が晋の王室及び皇族のうち勢力持てる者を害さんとしているため」とし、その手口を批判している[119]。

- 司馬休之より1：司馬休之は劉裕による圧迫を受ける中、安帝への上奏において劉裕の武功が古今類を見ない圧倒的なものであることを認めつつ、ゆえにこそ驕り高ぶり、皇室をも圧迫し始めたことを糾弾している[120]。

- 司馬休之より2：後秦に亡命した司馬休之は、姚興より劉裕が晋の家臣ではないのかと問われたところ「以前司馬德文様が仰有っておりました、劉裕が陛下を軽んじること甚だしいと。ならば国家の憂いは測り知れません」と答えた[121]。

- 北魏の崔浩より：北魏の明元帝拓跋嗣は崔浩に、劉裕の才覚が慕容垂と比較していかなるものであるかを質問している。崔浩は慕容垂が父祖以来の資源に基づき活躍したのに対し、劉裕は寒微の生まれから出たにもかかわらず赫赫たる武功を挙げていることを理由に挙げ、劉裕が上であると語った。また「劉裕が逆乱を平らげたること、司馬徳宗（東晋の安帝）にとっての曹操に値する」と評した[122]。

- 赫連夏の王買徳より：赫連勃勃は謀臣の王買徳に劉裕の後秦討伐について問うている。王買徳は「乱をもって乱を制するたぐいのふるまいであり、そこに平和をもたらそうという意図は見えません。長安は要衝と呼べる地ではありますが、そこに幼児を置いて早々に帰還してしまったのが何よりの証拠です。陛下が攻撃を仕掛ければ、たやすく攻め落とせるでしょう」と劉裕の措置の脆弱さを論じた[123]。

- 安帝より2：劉裕に九錫がもたらされるに当たり、授与の根拠となった九つの大功が列挙された。①東晋復興②桓玄討伐③東晋宮中の引き締め④南燕討伐⑤五斗米道殲滅⑥劉毅粛清⑦譙縦討伐⑧司馬休之征伐⑨洛陽・長安奪還である[124]。

- 恭帝より：傅亮より禅譲の詔の草案を受け取り、自筆にて書き写しながら、恭帝は「桓玄の簒奪の時に既に天命は改まっていたのだ。それが劉裕殿によって二十年ほど引き伸ばされていたにすぎん。このような日が来ること、甘んじて受け入れるべきなのであろうよ」と語った[125]。

- 陶淵明より：直接的な劉裕批判の言及はないが、義熙年間は年号で日付を記していた陶淵明が、元熙年間以降は干支のみで日付を表すようになり、宋の元号を忌避する形で意思を表明した[126]。

### 後世人よりの評価
- 沈約『宋書』・李延寿『南史』：沈約は宋書武帝紀のまとめとして、「魏や晋はその成り立ちより危うい権威であったが、劉裕は寒微の出であるにもかかわらず大いに武威を示して地位を築いた。前二者が名目によって成り立ったのに対し、宋は実あるものとして成り立ったと言える」[127]と記した。李延寿は沈約の論に従いつつも、後継体制が脆弱であったことを嘆いている[128]。

- 唐の虞世南『帝王略論』・南朝梁の裴子野：裴子野は劉裕について「良吏としての才は曹操・司馬懿に並ぶが、その枠に収まる人物ではない」とした。この論を受け虞世南は沈約と同様の論を展開した後、「前代の資産を持たず皇帝となった劉裕は、その闊達さにおいては劉邦の、その開かれた胸襟の広さについては劉秀の気風を備えていた」と結論づけた[129]。

- 南朝梁の蕭方等『三十国春秋』：桓玄配下の王謐を救ったことと刁逵を殺害したこととを引き合いに出し「恩に報い、怨みに報復するとはいえ、やや狭量なのではないか」と評している[130]。

- 唐（武周）の朱敬則『宋武帝論』：当時劉裕が倒したのが強敵とは呼べないこと、宋の功臣の子孫が貴顕として残っていないこと、関中で徳にもとる振る舞い（滅ぼした後秦の公主を妾として寵愛した）をしたこと、長安を早期に失陥したことなどから、その君子としての徳が疑問視されていたと紹介する。朱敬則はこれらの論に概ね同意しつつ、江南出身の劉裕にとり関中は片田舎であり、積極的に保持すべき対象ではなかったと語り、「時流に巧みに乗ることのできる智者ではあった」と評した[131]。

- 唐の杜牧：隋の楊堅と劉裕を比較し、楊堅は武では劉裕にまるで敵いこそしないものの、山東の地を獲得し得たがゆえに覇者止まりであった劉裕とは違い王となることが出来た、と語る[132]。

- 唐の張謂『宋武受命壇記』：晋の安帝を助けて晋の武威を高めた功績そのものは殷の伊尹や周公旦にも並びうる功績ではあったとしながら、最終的に簒奪の大逆をなしたがために劉宋は国運を全うできなかったのだ、と語る[133]。

- 北宋の蘇轍『歴代論』：その武および智が卓絶していたことは認めつつも、関中を重要視しないままで禅譲を求めたことを仁ならざる振舞いである、としている。その上で知恵がいくらあっても仁に欠けていれば人々には敬われない、と孔子の句を引用し、批判している[134]。

- 北宋の何去非『何博士備論』：「志」、すなわち関中の維持を重んじなかった劉裕の振る舞いを批判こそするものの、その振る舞いは過日に南燕征伐ののち盧循によって亡国の危機にさらされたトラウマが尾を引いていた、と分析する。ただし、それによって天下統一の機は失われてしまったのだ、とする[135]。

- 北宋の司馬光『資治通鑑』：記述そのものにおいては劉裕の個人的武勇をよりドラマティックになるよう編集されている（例えば『宋書』で「會遇賊至，眾數千人，高祖便進與戰。所將人多死，而戰意方厲，手奮長刀，所殺傷甚眾。」とされている部分が『資治通鑑』では「遇賊數千人，即迎撃之，從者皆死，裕墜岸下。賊臨岸欲下，裕奮長刀仰斫殺數人，乃得登岸，仍大呼逐之，賊皆走，裕所殺傷甚眾。」とされている）。ただし評論としては南燕での虐殺行為や関中の早期失陥を批判している。

- 南宋の曾先之『十八史略』：同じ劉姓の王である劉邦と同じ「蛇神を傷つけるエピソード」が収録されている。ただし劉邦が配下のために蛇を傷つけるのに対し、劉裕はあくまで自らの都合のために蛇を傷つけている。

- 南宋の辛棄疾『永遇楽』：呉の過去の英雄を懐かしむ詩において孫権と劉裕を並べ讃え、「重装騎兵が地を轟かせ、万里を飲み込まんとする虎かの如き気勢を発する、かの勇将」と、五代十国時代後唐の人物李習吉の伝に表れる言葉を引いて讃えている[136]。

- 南宋の葉適『習学記』：劉裕は不世出の名将であるが、長安をまともに確保できないままであったこと、簒奪をなしたこと、旧晋帝を殺害したこと、いずれにも恥じ入ることがなかった、と厳しく糾弾する。一方でその正常を誤らせた原因が側近の劉穆之にある、と説く[137]。

- 元の胡三省『資治通鑑音注』：資治通鑑における恭帝殺害のシーンにおいて、「これ以後、皇位を譲った君主が生き延びられることがまれになってしまった」と述介している[138]。

- 明の孫承恩『文簡集』：磐石とは言えない立場からそのたぐいまれな武力で立身し清廉にして厳正な態度を貫いた、皇帝として相応しき人物であると述べている[139]。

- 明の李卓吾『李温陵集』：劉裕の功績は確かなものであったにもかかわらず、皇帝殺害という大罪を犯したためその罪は子孫にめぐった、と批判する[140]。

- 明の王夫之『読通鑑論』：中華民族を長らく苦しめ続けてきた夷狄の国、南燕後秦を滅ぼしてみせる武威を示した劉裕について、原則としては激賞している。「漢以後、唐に至るまで、それでも中華の主と呼べたのはこの劉宋くらいであろう」とまで讃えるほどである。ただし長安の失陥、簒奪については失点であるとし、中でも簒奪後の旧帝殺害についてはその大罪の甚だしきものである、と糾弾する[141]。

- 清の方苞『宋武帝論』：劉裕が曹丕や司馬炎に比べて資産薄く、すでに年老いておりながらも子どもたちが未だ幼かったため満足な後継体制も確保できない状態であった事を指摘する。これらを補うために皇帝殺害の凶行に及び、自らのもとに害毒を引き込んだ、とする。「智詐はやがて毒となる」と、その論の結びにて述べる[142]。

- 清の乾隆帝：
  - 評鑑闡要においては劉裕の武威の卓抜ぶりを讃えるも、クーデター成功直後に自らの名のもとに後秦より領土返還を求めたあたりに既に君主を君主と思わぬ姿勢が見え隠れしている、と語る[143]。
  - 御製楽善堂全集の東晋総論においては、その卓抜した武を国のために用いず、簒奪に用いたことが後世の君子らよりの嘆息を受けていると評する[144]。

- 蔡東藩『南北史演義』：演義もの小説ではあるが、劉裕の登場する各話末尾で評価を加える。そのずば抜けた文武の能力をはじめから簒奪に照準を合わせて運用していたと評され、邪悪な策謀をめぐらせた末子孫が破滅したのだ、と批判されている[145]。

### 日本における評価
- 万里集九より：戦国時代の名将太田道灌を讃えるに当たり、その軍略巧者ぶりについて劉裕及び隋の天下統一に貢献した名将楊素を引き合いとしている[146]。

- 大塩平八郎より：1837年に勃発した大塩平八郎の乱においては、その檄文中にて「此度の決起は平将門・明智光秀、漢土の劉裕・朱全忠の謀反の類と見られよう」と述べられ、謀反者や簒奪者と同列の扱いとなっている[147]。

- 田口鼎軒『支那開化小史』：「功を挙げた武閥は帝位を狙う」として王敦・蘇峻・桓温の系譜の末、ついに晋室を覆したものとして劉裕を挙げる。また魏以降天下を取れないにもかかわらず禅譲を繰り返してきた歴代の王朝建立者らはその威徳が代を追うごとに減じた、と評する[148]。

- 那珂通世『支那通史』：「千人の敵を劉裕がほぼ一人で撃破した」と認識されうる形でその武勇が記されている。その後の論調はほぼ十八史略と同一であるが、ヘビ神の伝説を載せていない分その攻撃性は緩和されている[149]。

- 松枝茂夫／和田武司『陶淵明全集』：南宋の湯漢『陶靖節先生詩注』が、陶淵明のものした「述酒」の詩意を恭帝を殺害した毒酒に見立てたとを紹介し、あわせて「東晋は酒で滅んだ。その酒を桓玄がつくり、劉裕が潤色した」と紹介する[150]。

- 吉川幸次郎：『陶淵明伝』：東晋末期の合議政治は是正を要すべき段階に入っており、そのためには素朴な英雄が必要であったとされ、それが劉裕であったとする。無上の博徒であり、劉穆之は劉裕に簒奪の意図ありと気付いたため恥じて死んだと説く。また陶淵明が始皇帝暗殺に失敗した荊軻に大いなる同情心を寄せるのも劉裕への反感のゆえであるとする[151]。

- 宮崎市定『大唐帝国』：劉裕を擁する北府の台頭に、貴族に頭を押さえつけられたことへの不満があったとした。劉裕の時代に東晋の国威は極大化したが、それはあくまで東晋とは異質な勢力が発生し、東晋の理想を実行したに過ぎない、とした。また禅位後の恭帝殺害を無意味な行いとしたが、その理由を劉裕自身の寿命に求めつつ、その振る舞いを『もと蓋世の英雄が凡夫に成り下がった』と批判した[152]。

- 川勝義雄：
  - 劉裕の属した北府軍は劉牢之の段階から自立的な動きを見せるようになっており、それが桓玄の打倒という大義名分を得て大権を得るに至った、とする。劉裕の台頭は北府軍閥の自己発展の延長上と考える[153]。
  - 劉裕の時代の禅譲劇を「帝位を奪う意図と行為はいよいよいよいよ露骨になりながら、譲り合いの事例と儀式だけがますます美しく飾られてゆく。我々にとって、その虚飾と偽善は嫌味を越えて滑稽な喜劇とすら映る」と語る。しかしそれが求められていたことも検討せねばならない、とする[154]。

- 吉川忠夫『劉裕 江南の英雄宋の武帝』：一介の匹夫から立ち上がった劉裕は天稟の実行力によって改革を進めたが、ひとたび天子につくとその行動力は色あせ、子々孫々の反映にのみ区々とするようになった、と評する[155]。

- 川本芳明『中華の崩壊と拡大』：
  - 劉裕が権勢を握ったときに司馬國璠や司馬叔道と言った晋の皇族、長江中上流域、西涼の李愔などが劉裕に反発していた事実を挙げ、華北の地域では劉宋の正統性が疑問視されていたことを語る。
  - 劉裕は桓玄こそ打倒したものの、桓温・桓玄と続いた皇帝禅代の流れを汲むものでしかない、ただし即位までの道のりはより慎重であった、とする。
  - 劉裕が南燕を滅ぼし山東の地を獲得することで、倭国と東晋～南朝の通商が147年ぶりに再開された、とする[156]。

- 藤井律之『失われた古代帝国の秩序』：劉裕は武力を背景に出世街道を突き進んだためその正統性の確立に苦心したが、一方でいち地方政権であることにあまんじたため奪還した旧都である洛陽への還御を必要としなくなり、結果として南朝の安定した統治を招来した、とする[157]。

- 丸橋充拓『江南の発展 南宋まで』：東晋では貴族が武人として活躍する場面も多かったが、劉裕以後は寒門の武人が軍功を背景に実権を握り政権を樹立、実力主義で上昇を求める寒門層と既得権益を維持しようとする門閥貴族層の緊張関係が生じるようになった、とする[158]。

## 生まれや育ちにまつわる風説

### 「項」姓出身説
北斉の魏収が編纂した『魏書』島夷劉裕伝では、「或云本姓項，改為劉氏，然亦莫可尋也。」、即ち「元の姓は項であり、後に劉姓に改めたと言われるが、この説がどこから出てきたのかは不明である」との記述が存在している。

### 少年青年時代について
劉裕の生家の家柄に関して、北魏側の資料である『魏書』島夷劉裕伝の記述では、劉裕は草鞋売りで生計を立てるほどの、非常に貧しい家庭の生まれであったと記されている。『資治通鑑』では、宋書でなく魏書の記述が採用されている。

### 諸葛長民とのやり取り
日本の小説家の田中芳樹は、劉裕の型破りな英雄像を紹介するにあたり、劉裕と諸葛長民との会話を引いている。諸葛長民が「劉備と諸葛亮のように活躍しよう」と持ちかけたところ、劉裕は「自分はただの貧乏人の子だ」、と突き放した、というものである。ただし、このエピソードの出典は不明である。

## 宗室
- 正室：豫章公夫人 臧愛親（贈武敬皇后）
  - 長女：会稽長公主 劉興弟 - 徐逵之（徐羨之の兄の徐欽之の子）の妻
- 側室：張夫人
  - 長男：少帝 劉義符 - 第2代皇帝。廃位、後に暗殺。
  - 皇女：義興長公主 劉恵媛
- 側室：婕妤 胡道安（贈章皇太后）
  - 三男：文帝 劉義隆 -  第3代皇帝。暗殺される。
- 側室：孫修華
  - 次男：陵王 劉義真 - 少帝の代に処刑。
- 側室：符修儀
  - 三女：広徳公主
- 側室：王美人
  - 四男：彭城王 劉義康 - 文帝の代に処刑。
- 側室：袁美人
  - 五男：江夏王 劉義恭 - 前廃帝の代に処刑。
- 側室：孫美人
  - 六男：南郡王 劉義宣 - 孝武帝の代に処刑。
- 側室：呂美人
  - 七男：衡陽王 劉義季 - 病死。
- 生母不詳の子女
  - 次女：呉興長公主 劉栄男 - 王偃の妻
  - 四女：宣城公主 - 周嶠の妻
  - 皇女：新安公主 - 王僧朗の子の王粋の妻
  - 皇女：呉郡公主 - 始安公主の死後、褚湛之の後妻となった。
  - 皇女：富陽公主 - 徐羨之の子の徐喬之の妻
  - 皇女：始安公主 - 褚湛之の妻
  - 皇女：豫章長公主 劉欣男 - 徐喬に嫁ぎ、後に何瑀に嫁いだ。

## 史書
- 『晋書』中華書局 出版年月：1974年
- 『宋書』中華書局 出版年月：1974年
- 『魏書』中華書局 出版年月：1974年
- 『南史』中華書局 出版年月：1975年
- 『建康実録』中華書局 出版年月：1986年
- 『資治通鑑』中華書局 出版年月：1956年
- 『高僧伝』岩波文庫 出版年月：2009年

## 劉裕を題材とした作品
- 小前亮『劉裕 豪剣の皇帝』講談社、2018年6月、ISBN 978-4-06-511814-6。
- 田中芳樹『中国武将列伝 上』中央公論社、1996年 / 中公文庫、1999年